# ISO 3166-2:AS
ISO 3166-2:AS是美属萨摩亚在标准ISO 3166-2中的条目。ISO 3166-2为国际标准化组织（ISO）制定的标准ISO 3166的一部分，它定义了标准ISO 3166-1中所有国家主要行政区（如：省或州）的代码。
目前对于美属萨摩亚，ISO 3166-2未分配代码。
作为美国本土外岛屿，美属萨摩亚被分配 ISO 3166-1二位字母代码 AS；并作为美国的一部分，分配 ISO 3166-2 代码 US-AS。